# Tendon (Vosges)
Pour les articles homonymes, voir Tendon (homonymie).
Tendon ([tɑ̃dɔ̃], en vosgien de la montagne  [tɑdɔ̃]) est une commune française située dans le département des Vosges, en région Grand Est. Elle fait partie de la Communauté de communes des Hautes Vosges.
Ses habitants sont appelés les Todas.

## Géographie
Tendon est une commune au sein d'une longue vallée composée d'un village et d'une soixantaine d'écarts.
Située à 19 km à l'est d'Épinal, Tendon occupe la vallée du Scouet, un sous-affluent de la Vologne par le Barba. La forêt y occupe 492 ha. Le Tholy est distant de 8 km par le col de Bonnefontaine (677 m).

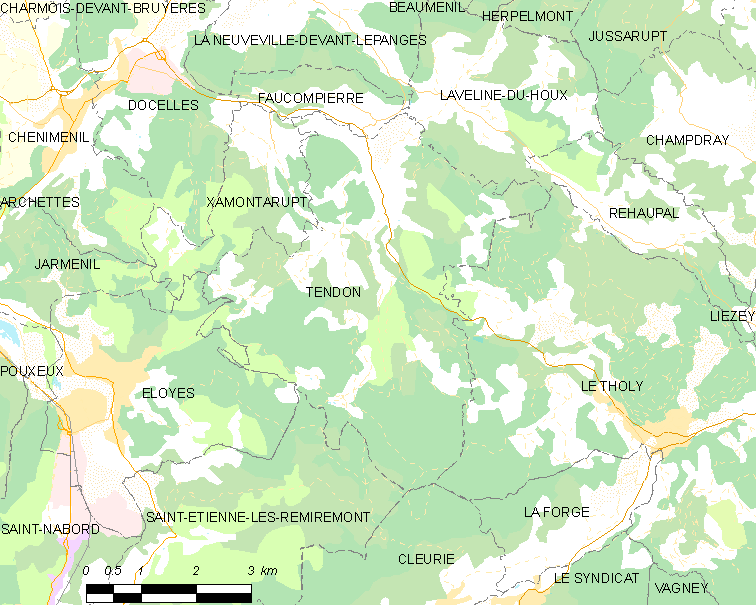
Carte de Tendon.

### Hydrographie
La commune est située dans le bassin versant du Rhin au sein du bassin Rhin-Meuse. Elle est drainée par le ruisseau Le barba, le ruisseau de la Borne Martin, le ruisseau de la Cuve, le ruisseau de la Hutte, le ruisseau de Tendon et le ruisseau le Scouet,.
Le Barba, d'une longueur totale de 15,7 km, prend sa source dans la commune de Liézey et se jette dans la Vologne à Docelles, après avoir traversé huit communes.

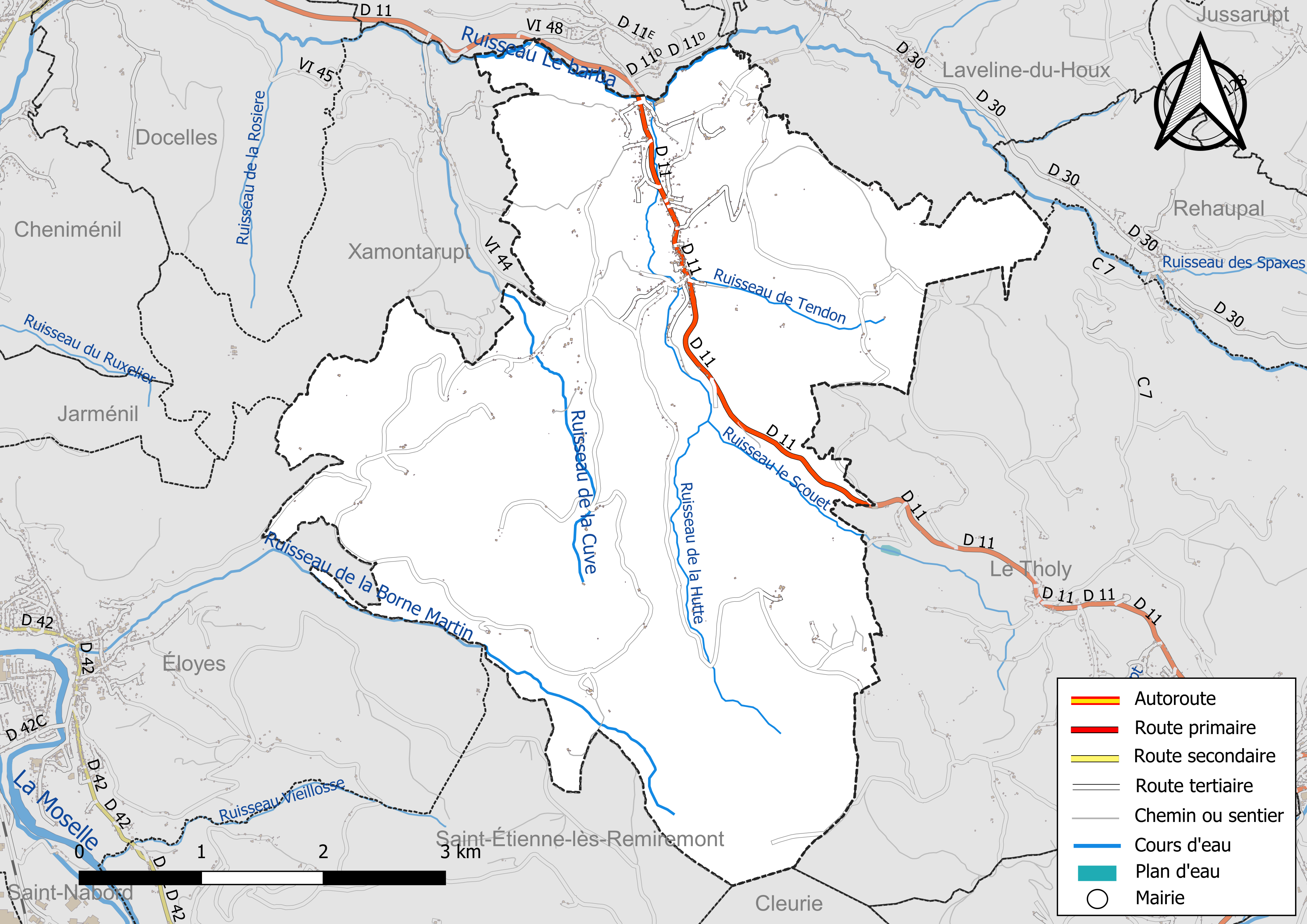
Réseaux hydrographique et routier de Tendon.

La qualité des cours d’eau peut être consultée sur un site dédié géré par les agences de l’eau et l’Agence française pour la biodiversité.

### Climat
Pour des articles plus généraux, voir Climat du Grand Est et Climat des Vosges.
En 2010, le climat de la commune est de type climat de montagne, selon une étude du Centre national de la recherche scientifique s'appuyant sur une série de données couvrant la période 1971-2000. En 2020, Météo-France publie une typologie des climats de la France métropolitaine dans laquelle la commune est exposée à un climat semi-continental et est dans la région climatique  Vosges, caractérisée par une pluviométrie très élevée (1 500 à 2 000 mm/an) en toutes saisons et un hiver rude (moins de 1 °C). 
Pour la période 1971-2000, la température annuelle moyenne est de 9,1 °C, avec une amplitude thermique annuelle de 16,8 °C. Le cumul annuel moyen de précipitations est de 1 675 mm, avec 14 jours de précipitations en janvier et 11,4 jours en juillet. Pour la période 1991-2020, la température moyenne annuelle observée sur la station météorologique de Météo-France la plus proche, « Le Roulier_sapc », sur la commune du Roulier à 7 km à vol d'oiseau, est de 10,2 °C et le cumul annuel moyen de précipitations est de 1 000,2 mm. 
La température maximale relevée sur cette station est de 38,1 °C, atteinte le 25 juillet 2019 ; la température minimale est de −18,3 °C, atteinte le 20 décembre 2009,,. 
Les paramètres climatiques de la commune ont été estimés pour le milieu du siècle (2041-2070) selon différents scénarios d'émission de gaz à effet de serre à partir des nouvelles projections climatiques de référence DRIAS-2020. Ils sont consultables sur un site dédié publié par Météo-France en novembre 2022.

## Urbanisme

### Typologie
Au 1er janvier 2024, Tendon est catégorisée commune rurale à habitat dispersé, selon la nouvelle grille communale de densité à sept niveaux définie par l'Insee en 2022.
Elle est située hors unité urbaine. Par ailleurs la commune fait partie de l'aire d'attraction d'Épinal, dont elle est une commune de la couronne,. Cette aire, qui regroupe 118 communes, est catégorisée dans les aires de 50 000 à moins de 200 000 habitants,.

### Occupation des sols
L'occupation des sols de la commune, telle qu'elle ressort de la base de données européenne d’occupation biophysique des sols Corine Land Cover (CLC), est marquée par l'importance des forêts et milieux semi-naturels (71,5 % en 2018), une proportion sensiblement équivalente à celle de 1990 (72,2 %). La répartition détaillée en 2018 est la suivante : 
forêts (71,5 %), prairies (20,7 %), zones agricoles hétérogènes (5,9 %), zones urbanisées (1,9 %). L'évolution de l’occupation des sols de la commune et de ses infrastructures peut être observée sur les différentes représentations cartographiques du territoire : la carte de Cassini (XVIIIe siècle), la carte d'état-major (1820-1866) et les cartes ou photos aériennes de l'IGN pour la période actuelle (1950 à aujourd'hui).

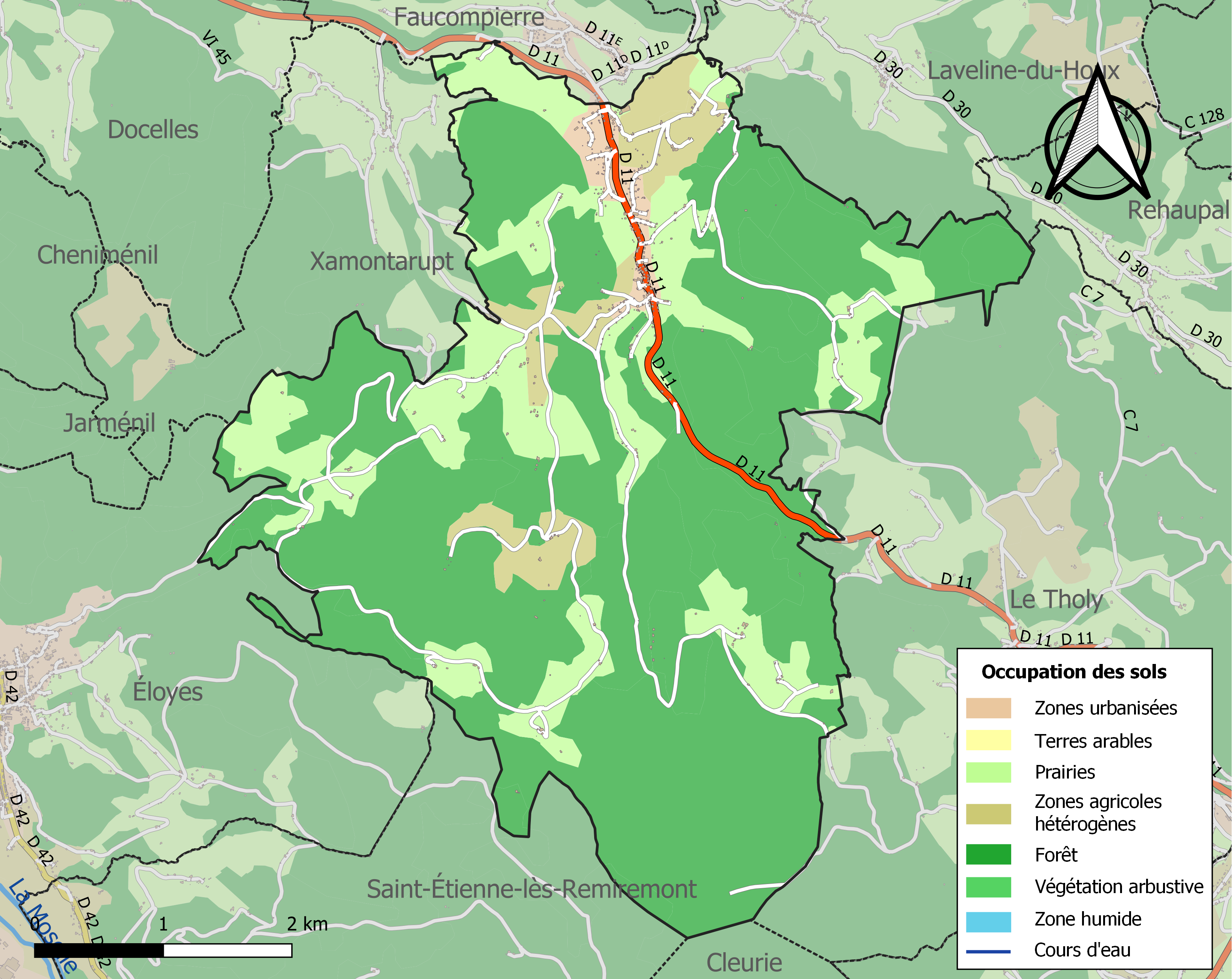
Carte des infrastructures et de l'occupation des sols de la commune en 2018 (CLC).

## Toponymie
Le nom de la localité est attesté sous les formes G. de Tandon (1203) ; A. de Tandun (avant 1207) ; Tandom (1338) ; Tendon (1414) ; Tandon on parrochaige de Docelles (1432).

Issu de ten (montagne), au pied du massif du Fossard.

## Histoire
Le ban de Tendon (Tandon), composé des villages de Tendon, Houx, Laveline, Dehiex, Chamontaruz et La Poirie, appartenait sous l'Ancien Régime au bailliage de Remiremont et dépendait de la maîtrise des eaux et forêts d'Épinal. Il suivait la coutume de Lorraine.
Au spirituel, les habitants de l’actuelle paroisse de Tendon faisaient partie de celle de Docelles. Cette dépendance dura jusqu'au 3 septembre 1707, quand l'évêque de Toul érigea en paroisse la petite chapelle de Tendon qui avait été bâtie 25 ans auparavant. Le choix de l'évêque de Toul a été confirmé par le pape en 1715, contre l'opposition de l'évêque de Metz qui prétendait être propriétaire du domaine. Tendon faisait partie de la prévôté d'Arches.
Érigé en commune en 1790, Tendon fit partie du canton d’Éloyes, district puis arrondissement de Remiremont. À partir de l'an IX, la commune fut rattachée au canton de Remiremont, arrondissement de Remiremont.
| Blason | Blasonnement : De sinople aux deux pals ondés d’argent, au franc-canton d’or chargé d’un tau de gueules. Commentaires : Les deux pals ondés symbolisent la Petite et la Grande Cascade, curiosités naturelles de la localité. Le tau est l’initiale de la commune, il est de gueules sur fond d’or, aux couleurs de la Lorraine. |

## Politique et administration

### Découpage territorial
Par arrêté préfectoral du 15 septembre 2023, la commune est retirée le 1er janvier 2024 de l'arrondissement de Saint-Dié-des-Vosges et rattachée à l'arrondissement d'Épinal.

### Liste des maires
| Période                                  | Période                          | Identité                      | Étiquette | Qualité                                |
| ---------------------------------------- | -------------------------------- | ----------------------------- | --------- | -------------------------------------- |
| Les données manquantes sont à compléter. |                                  |                               |           |                                        |
| 1765                                     |                                  | DEMENGEON Nicolas             |           |                                        |
| 1775                                     |                                  | BEGEL Claude                  |           |                                        |
| 1777                                     |                                  | BEGEL Nicolas                 |           |                                        |
| 03/12/1777                               |                                  | MOUGEL Dominique              |           |                                        |
| 15/11/1779                               |                                  | PIERRAT Dominique             |           |                                        |
| 06/09/1780                               |                                  | DEMENGEON Jean Humbert        |           |                                        |
| 1781                                     |                                  | DEMENGEON Nicolas             |           |                                        |
| 1782                                     |                                  | JACQUEMIN Jean Claude         |           |                                        |
| 15/11/1783                               |                                  | LHOTE Jean François           |           |                                        |
| 1784                                     |                                  | CUNIN Jean                    |           |                                        |
| 1785                                     |                                  | JACQUEMIN Jean Claude         |           |                                        |
| novembre 1787                            |                                  | VOYAUX Jean Claude            |           |                                        |
| novembre 1788                            |                                  | COLNEL Joseph                 |           |                                        |
| 29/11/1789                               |                                  | BUFFET Claude Joseph          |           |                                        |
| 04/02/1790                               |                                  | BUFFET Claude Joseph          |           | réélu d’après la loi constitutionnelle |
| 13/11/1791                               |                                  | HOUOT Jean                    |           |                                        |
| 02/12/1792                               |                                  | PIERRE Jean Joseph            |           |                                        |
| 26 brumaire an IV (17/11/1795)           | 1 floréal an V. (20/04/1797)     | DEMANGEON Antoine             |           |                                        |
| 1er floréal an V                         | 10 germinal an VI                | PIERRE Marc                   |           |                                        |
| 10 germinal an VI                        | 1er floréal an VII               | BUFFET Jean Nicolas           |           |                                        |
| 1er floréal an VII (20/04/1799)          | 13 ventôse an XI (au 04/03/1803) | VOYAUX Jean Claude            |           | Agent national municipal               |
| 13 ventôse an XI                         |                                  | GILLET Nicolas Joseph         |           |                                        |
| 09/11/1806                               |                                  | NOEL Joseph                   |           | Maire nommé par arrêté préfectoral     |
| 08/03/1816                               |                                  | NOEL Jean Joseph              |           |                                        |
| février 1820                             |                                  | LAPOIRIE Jean Baptiste        |           |                                        |
| janvier 1827                             |                                  | MARTINE Jean Joseph           |           |                                        |
| février 1831                             |                                  | BEGEL Jean François           |           |                                        |
| 20/11/1834                               |                                  | NOEL Jean Charles             |           |                                        |
| 13/3/1837                                |                                  | JEANMAIRE Jean Joseph         |           |                                        |
| 19 août 1843                             |                                  | NOEL Jean Baptiste            |           |                                        |
| 17/08/1848                               |                                  | VITU Nicolas                  |           |                                        |
| 04/02/1849                               |                                  | COLNEL Jean Pierre            |           |                                        |
| 19/07/1852                               |                                  | NOEL Jean Baptiste            |           | nommé par arrêté préfectoral           |
| 21/05/1876                               |                                  | MARTINE Amy Joseph            |           |                                        |
| 08/10/1876                               |                                  | HUMBERTCLAUDE Victor          |           |                                        |
| 06/05/1888                               |                                  | HUMBERTCLAUDE Joseph Aristide |           |                                        |
|                                          |                                  |                               |           |                                        |
|                                          |                                  |                               |           |                                        |
|                                          |                                  | Louis Georges                 |           |                                        |
|                                          |                                  | Louis Levaudel                |           |                                        |
| mars 1971                                | mars 1983                        | Christian Pierre (1926-2012)  |           | Chauffeur de car et taxi               |
|                                          |                                  | Marcel Cunin                  |           |                                        |
|                                          |                                  | Claude Guyot                  |           |                                        |
|                                          | mars 2001                        | Pierre Fremiot                |           |                                        |
| mars 2001                                | mars 2008                        | Michel Cunin                  |           |                                        |
| mars 2008                                | En cours (au 18 février 2015)    | Gérard Clément                |           |                                        |

### Budget et fiscalité 2014
En 2014, le budget de la commune était constitué ainsi :
- total des produits de fonctionnement : 520 000 €, soit 993 € par habitant ;
- total des charges de fonctionnement : 374 000 €, soit 716 € par habitant ;
- total des ressources d’investissement : 287 000 €, soit 548 € par habitant ;
- total des emplois d’investissement : 555 000 €, soit 1 061 € par habitant.
- endettement : 122 000 €, soit 234 € par habitant.

Avec les taux de fiscalité suivants :
- taxe d’habitation : 23,33 % ;
- taxe foncière sur les propriétés bâties : 12,74 % ;
- taxe foncière sur les propriétés non bâties : 23,52 % ;
- taxe additionnelle à la taxe foncière sur les propriétés non bâties : 38,75 % ;
- cotisation foncière des entreprises : 23,89 %.

## Démographie
L'évolution du nombre d'habitants est connue à travers les recensements de la population effectués dans la commune depuis 1793. Pour les communes de moins de 10 000 habitants, une enquête de recensement portant sur toute la population est réalisée tous les cinq ans, les populations de référence des années intermédiaires étant quant à elles estimées par interpolation ou extrapolation. Pour la commune, le premier recensement exhaustif entrant dans le cadre du nouveau dispositif a été réalisé en 2004.

En 2022, la commune comptait 504 habitants, en évolution de −2,89 % par rapport à 2016 (Vosges : −2,96 %, France hors Mayotte : +2,11 %).
| 1793 | 1800 | 1806 | 1821  | 1831  | 1836  | 1841  | 1846  | 1856  |
| ---- | ---- | ---- | ----- | ----- | ----- | ----- | ----- | ----- |
| 937  | 892  | 967  | 1 018 | 1 291 | 1 254 | 1 290 | 1 291 | 1 210 |

| 1861  | 1866  | 1876  | 1881  | 1886 | 1891 | 1896 | 1901 | 1906 |
| ----- | ----- | ----- | ----- | ---- | ---- | ---- | ---- | ---- |
| 1 190 | 1 150 | 1 064 | 1 044 | 978  | 907  | 886  | 805  | 822  |

| 1911 | 1921 | 1926 | 1931 | 1936 | 1946 | 1954 | 1962 | 1968 |
| ---- | ---- | ---- | ---- | ---- | ---- | ---- | ---- | ---- |
| 724  | 744  | 729  | 707  | 755  | 657  | 607  | 528  | 423  |

| 1975 | 1982 | 1990 | 1999 | 2004 | 2006 | 2009 | 2014 | 2019 |
| ---- | ---- | ---- | ---- | ---- | ---- | ---- | ---- | ---- |
| 380  | 386  | 434  | 448  | 466  | 457  | 515  | 514  | 510  |

| 2022 | - | - | - | - | - | - | - | - |
| ---- | - | - | - | - | - | - | - | - |
| 504  | - | - | - | - | - | - | - | - |

## Culture locale et patrimoine

### Lieux et monuments

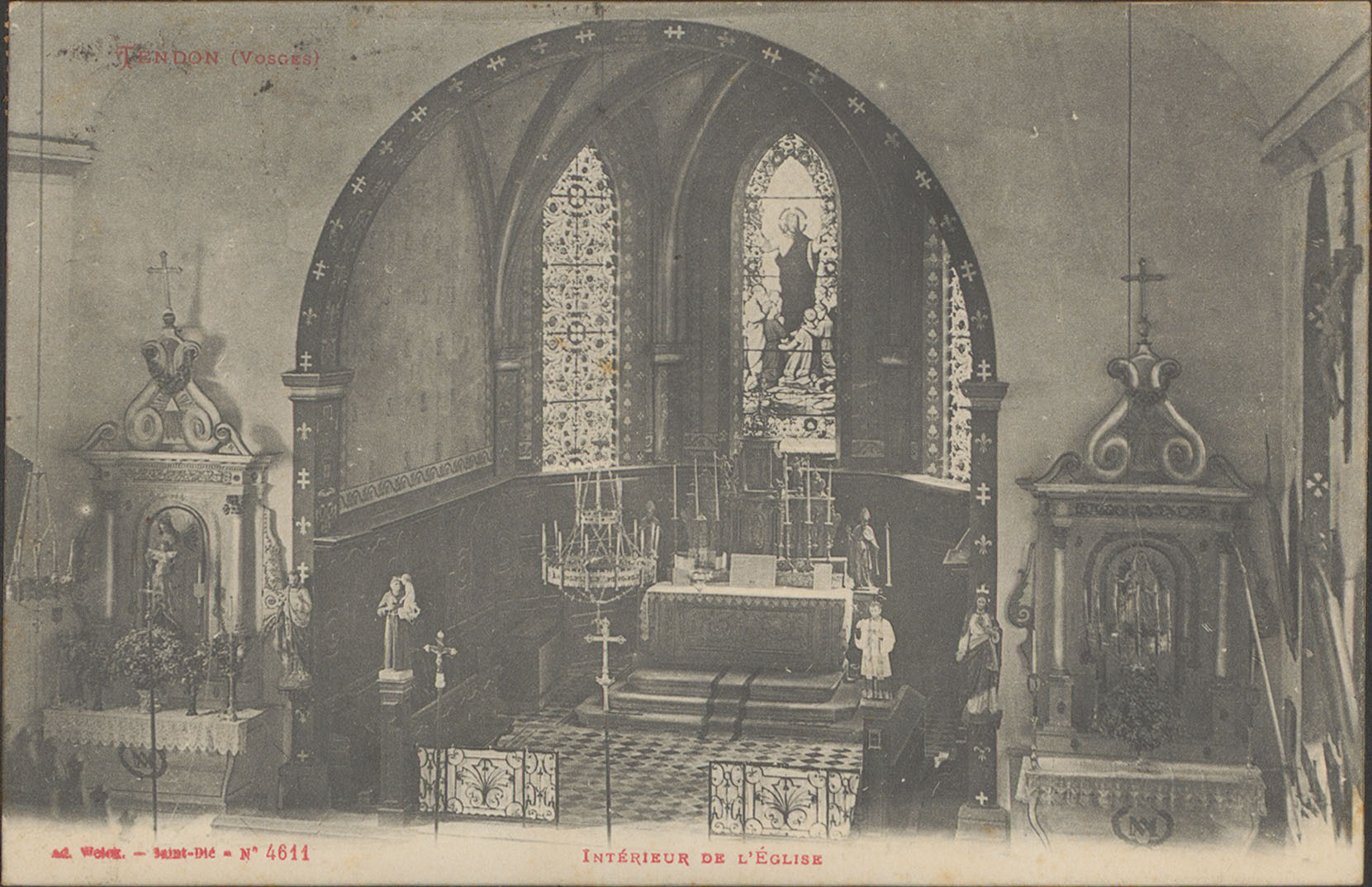
Intérieur de l'église Saint-Claude (Adolphe Weick).

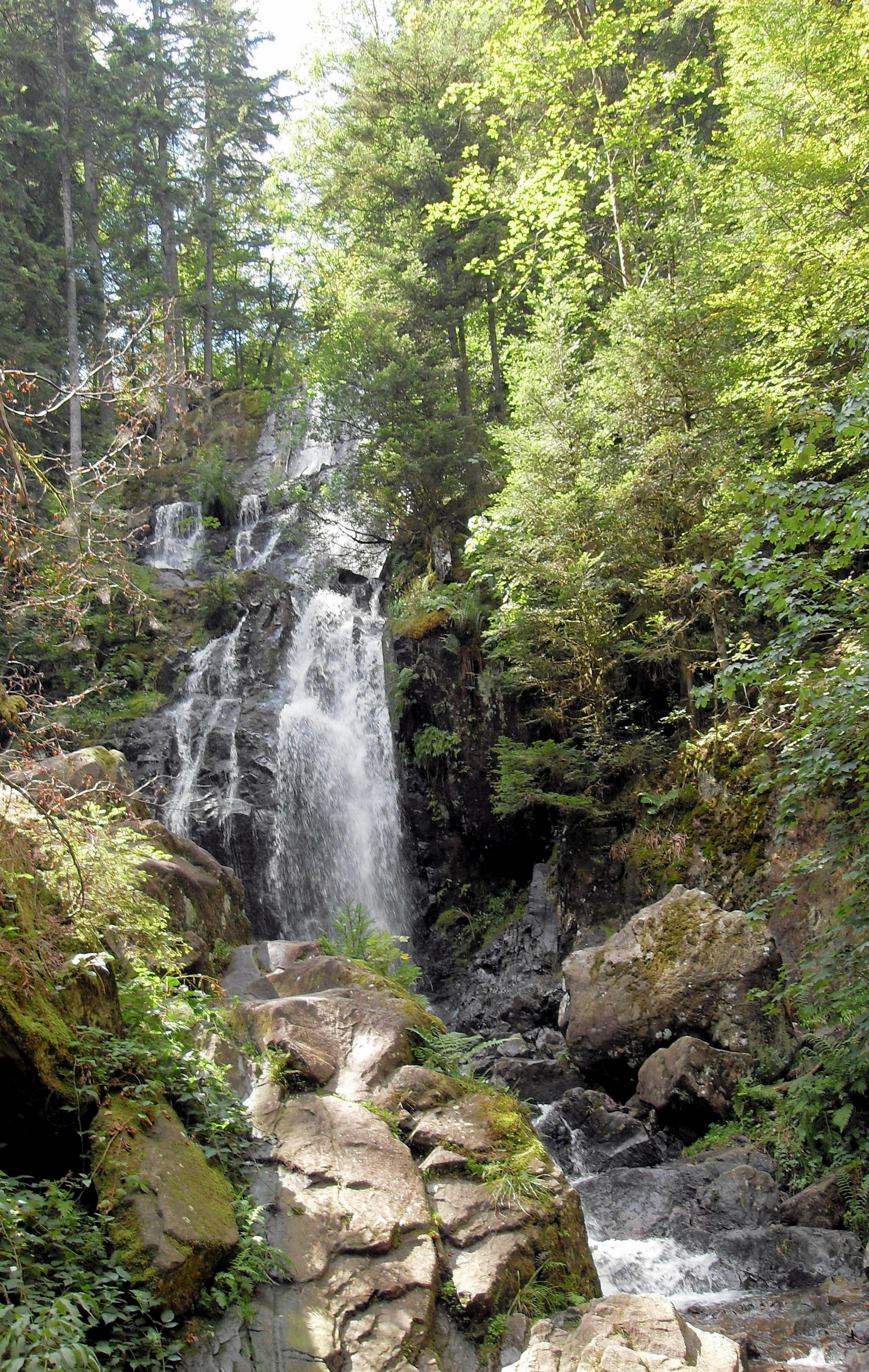
La grande cascade.

- L'église Saint-Claude,

et son orgue de 1891 de Jaquot-Jeanpierre & Cie,.
- La Grande et la Petite Cascade de Tendon, la première en amont présentant un dénivelé de 32 mètres au cœur de la forêt de sapins.
- Les roches de la Moulure[25].
- L'accueil périscolaire et la halle polyvalente, conçus par l'agence Haha (Claude Valentin) et achevés en 2012, distingués par le premier prix national de la construction bois (2017) et une présentation à la Biennale d'architecture de Venise en 2016 (pavillon français, sous le titre Nouvelles richesses).

### Personnalités liées à la commune
- L'abbé Jean Nicolas Voyaux de Franoux, né en 1760, fonda dans son village natal une école de filles en 1825 et un hôpital en 1834[26]. Élevé au collège de Saint-Claude, à Toul, il étudia la philosophie et la théologie au séminaire de Saint-Dié, puis fut envoyé à la Sorbonne par son évêque, et y reçut le bonnet de docteur. Il fut nommé prêtre et devint directeur du séminaire des Trente-trois à Paris. Au temps de la Révolution, il avait émigré en Angleterre où il fut nommé vicaire apostolique. Sous la Restauration Louis XVIII, le fit  aumônier de l'ambassade de France à Londres, et le créa chanoine du chapitre de Saint-Denis.
- Marcel Arnould (1891-1955), fondateur de la Légion vosgienne, député des Vosges, fondateur de la FNAIM.
- Louis-François Buffet, père de Louis Joseph Buffet, ministre[27].
- Pierre Houillon, inspecteur général de l'instruction publique[28].

## Pour approfondir